# Anthroleucosoma spelaeum
Anthroleucosoma spelaeum är en mångfotingart som beskrevs av Ceuca 1964. Anthroleucosoma spelaeum ingår i släktet Anthroleucosoma och familjen Anthroleucosomatidae. Inga underarter finns listade i Catalogue of Life.